# Сасинівка (зупинний пункт)
Соси́нівка — пасажирський залізничний зупинний пункт Полтавської дирекції Південної залізниці.
Розташований на лінії Прилуки — Гребінка між станціями Грабарівка (10 км) та Пирятин (7 км) у селі Першотравневе Пирятинського району Полтавської області.
Відкрита 1929 року як роз'їзд, тепер є зупинним пунктом.
Станом на березень 2020 року щодня п'ять пар дизель-потягів прямують за напрямком Прилуки/Ніжин — Гребінка.